# Crocallis auberti
Crocallis auberti is een vlinder uit de familie spanners (Geometridae). De wetenschappelijke naam is voor het eerst geldig gepubliceerd in 1883 door Oberthur.
De soort komt voor in Europa.